# Station Pogorzel Warszawska
Station Pogorzel Warszawska is een spoorwegstation in de Poolse plaats Pogorzel Warszawska.